# Préchac (Altos Pirineos)
 Préchac  es una población y comuna francesa, situada en la región de Mediodía-Pirineos, departamento de Altos Pirineos, en el distrito de Argelès-Gazost y cantón de Argelès-Gazost.

## Demografía
| 141 | 127 | 123 | 198 | 209 | 193 | 194 |
| Para los censos de 1962 a 1999 la población legal corresponde a la población sin duplicidades (Fuente: INSEE [Consultar]) |     |     |     |     |     |     |